# Rocky Gresset

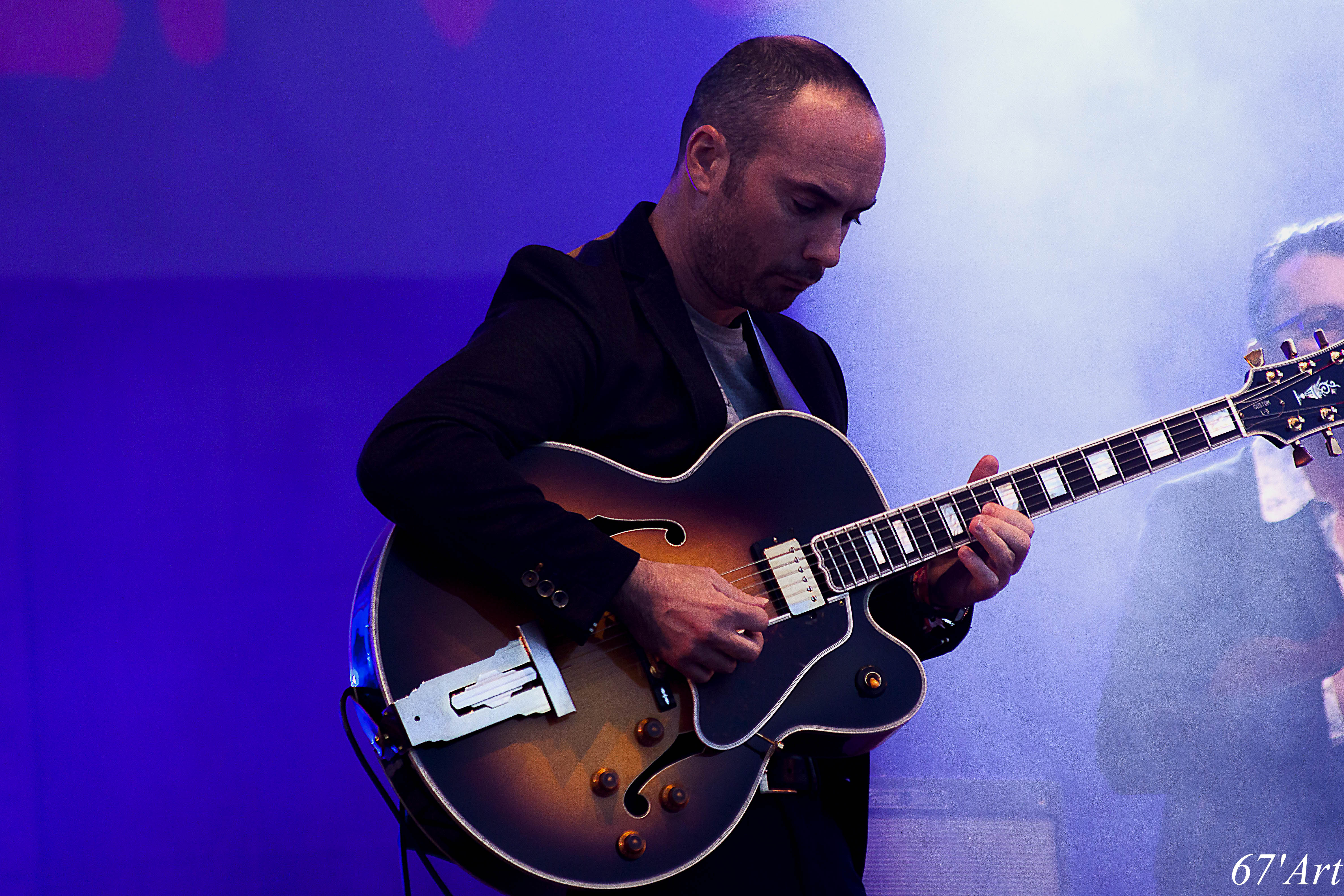
Rocky Gresset

Rocky „Falone“ Gresset (* 1980) ist ein französischer Gypsy-Jazz-Musiker (Gitarre, Komposition).

## Leben und Wirken
Gresset stammt aus einer musikalischen Familie; mit neun Jahren begann er Gitarre zu spielen. Als Jugendlicher beschäftigte er sich mit der Musik Django Reinhardts und der Kultur der Manouches. Christian Escoudé wurde sein Mentor; es folgten erste Auftritte in den 2000er-Jahren, u. a. auf dem Festival Django Reinhardt. Er arbeitete u. a. mit Lionel Belmondo, Stéphane Belmondo und Jean-Marc Jafet. 2005 war er an Lemmy Constantines Album  Meeting Sinatra & Django beteiligt.
Auf dem Label Dreyfus Jazz erschien 2009 Gressets selbstbetiteltes Debütalbum, an dem der Geiger Costel Nitescu, der Rhythmusgitarrist Matheu Chatelain und der Bassist Jeremie Arranger mitwirkten. Darauf interpretierte er neben zwei Eigenkompositionen vorwiegend Jazzstandards wie Time on My Hands, Just One of Those Things, Blue Skies oder Here’s That Rainy Day. 2012 legte er mit Adrien Moignard das Duoalbum Entres Actes (Dreyfus Jazz) vor, auf dem sie neben Standards wie I’ll Remember April oder My Funny Valentine, Django-Reinhardt-Nummern wie Belleville Popklassiker wie How Deep Is Your Love coverten und Kompositionen von Gresset interpretierten. Mit Louis Winsberg und dem Flamencogitarristen Antonio El Titi erschien 2013 das Hendrix-Tributalbum Gypsy Eyes. Weiterhin gehörte er für zwei Alben zu dem Projekt Selmer 607 mit vier Gitarrenkollegen. In den letzten Jahren war er an mehreren Alben von Thomas Dutronc beteiligt.

## Diskographische Hinweise
- Adrien Moignard, Rocky Gresset, Richard Manetti, Noé Reinhardt und Sébastien Giniaux: Selmer #607 (2008)
- Rocky Gresset (2009)
- Adrien Moignard & Rocky Gresset: Entre Actes (2012)
- Noé Reine, Costel Nitescu, Rocky Gresset, Rémi Oswald und Jérémie Arranger: Noé Reine (2015)
- Eric Legnini: Six Strings Under (2019)